# 美国空军预备役司令部

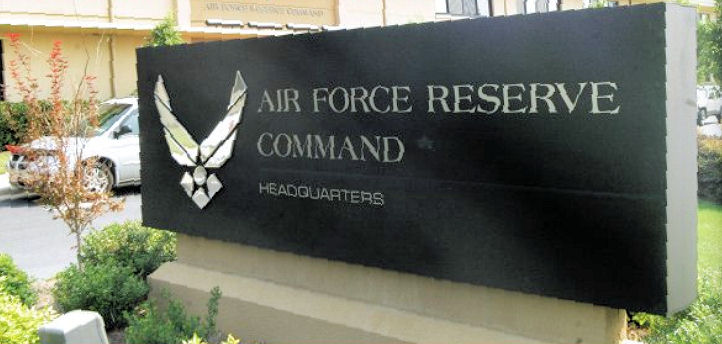
乔治亚州罗宾斯空军基地AFRC总部前签署的告示牌

空军预备役司令部（英語：The Air Force Reserve Command，简称AFRC），是美国空军一级司令部之一，其总部设在美国乔治亚州的罗宾斯空军基地。它于1997年2月17日重新整备为一个主要的空军指挥部。在这之前，美国空军后备役（特别行动编队，AFRES）是一个称为野戰机构（援外事务管理署，FOA）的部门。